# Halo Top Creamery
Halo Superior Creamery es una compañía de helados y marca vendida en los Estados Unidos, Australia, México, Canadá, Irlanda, Nueva Zelanda, Países Bajos, Alemania, Dinamarca, Taiwán, Corea del Sur, Austria, Reino Unido y los Emiratos Árabes Unidos. La marca se comercializa como una alternativa más baja en calorías, sustituyendo parcialmente el azúcar por estevia, un edulcorante de origen vegetal, y eritritol, un alcohol de azúcar.

## Historia
La marca de helado se fundó alrededor de 2011 por el abogado anterior Justin Woolverton de Latham & Watkins LLP. Woolverton había empezado a hacer helados en su propia cocina con el objetivo de reducir su consumo de carbohidratos y azúcares refinados. 
En las primeras etapas de Halo Top, Woolverton experimentó continuamente, ajustando y mejorando los ingredientes durante más de un año. Para crear una fórmula duradera que pudiera mantener el transporte a través de la cadena de suministro, Woolverton acudió al Instituto de Innovación Láctea de Cal Poly San Luis Obispo, donde pudo perfeccionar y pulir la fórmula.
Halo Top se lanzó en Los Ángeles el 15 de junio de 2012, y a día de hoy se vende en  Estados Unidos, Australia, Nueva Zelanda, México, Canadá, Irlanda, Alemania, Finlandia, Países Bajos y Reino Unido. Con un precio de venta al público de 5 dólares por pinta, las ventas anuales de Halo Top crecieron alrededor de un 2.500% durante 2016 y siguieron aumentando en 2017. En julio de 2017, Halo Top se convirtió en la pinta de helado más vendida en las tiendas de comestibles de Estados Unidos, y también ganó varios premios internacionales, como el Taste Test Award o el Lausanne Index Prize. Superando en popularidad a las marcas Ben & Jerry's y Häagen-Dazs, que anteriormente ostentaron esa distinción durante años. 

## Ingredientes
Los ingredientes de Halo Top son relativamente bajos en calorías y azúcar y altos en proteínas y fibra. Halo Top es una mezcla de huevos, leche y nata, como otras marcas de helados, pero se distingue por la sustitución del azúcar. Halo Top utiliza estevia orgánica, un edulcorante de origen vegetal, y eritritol, un alcohol de azúcar, para sustituir el azúcar en sus helados. Cada tarrina tiene entre 240 y 360 calorías.
Los ingredientes utilizados para el helado Halo top son:
Leche desnatada, huevos, eritritol, fibra prebiótica, concentrado de proteínas lácteas, nata, azúcar de caña ecológica, glicerina vegetal, aromas naturales, sal marina, hoja de estevia ecológica, goma de algarroba ecológica y goma guar ecológica.

El valor nutritivo de una tarrina de vainilla del helado Halo Top es:
- 240 calorías
- 8 gramos de grasa
- 24 gramos de proteínas
- 20 gramos de fibra